# 41 Lyncis b
Arkas (también llamado HD 81688 b) es un planeta extrasolar de la categoría de los gigantes gaseosos que orbita a la estrella Intercrus. Tiene una masa mínima de 2,7 veces la de Júpiter y un período orbital de 184 días (correspondiente a un semieje mayor de 0,81 UA). Fue descubierto y anunciado por Sato el 19 de febrero de 2008.